# Степной Кут
Степно́й Кут — посёлок в Кашарском районе Ростовской области.
Входит в состав Верхнесвечниковского сельского поселения.

## История
Указом Президиума Верховного Совета РСФСР от 24 февраля 1988 года посёлку фермы № 4 совхоза «Родина» присвоено наименование Степной Кут.

## Население
| 2010 |
| ---- |
| 28   |

## Улицы
В посёлке имеется одна улица: Песчаная.